# Million Marijuana March

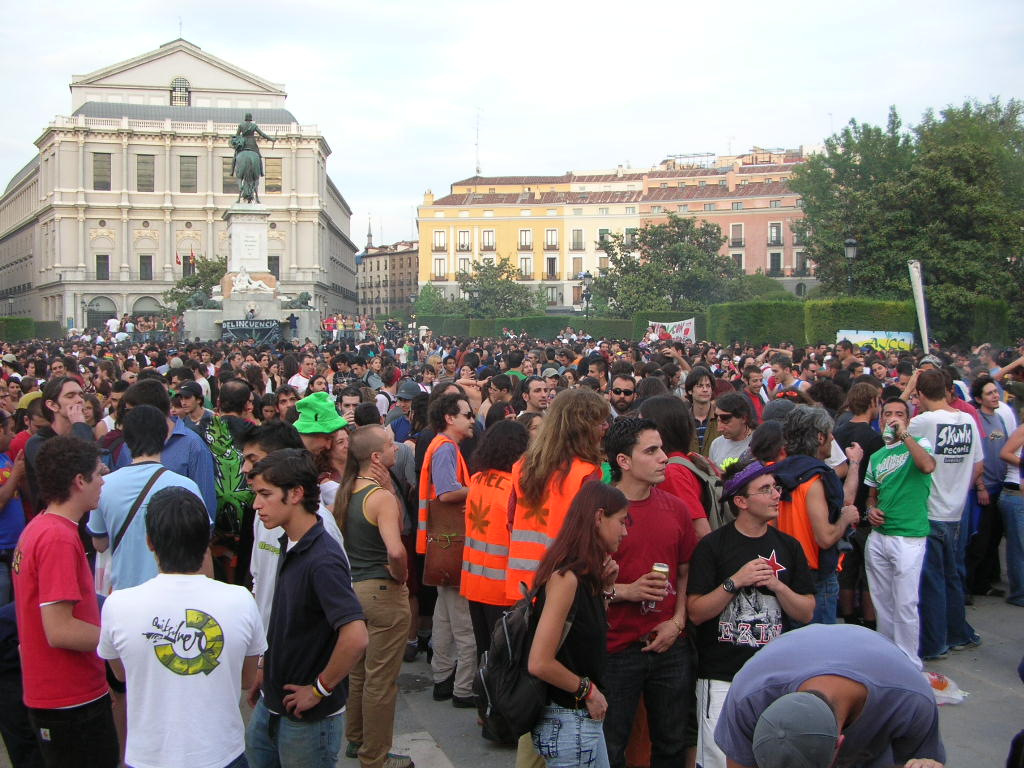
Zdjęcie z demonstracji

Million Marijuana March (w skrócie MMM) – szereg demonstracji, organizowanych co roku w większości krajów świata, których celem jest legalizacja lub depenalizacja posiadania i uprawy marihuany oraz haszyszu.
W Polsce organizatorem MMM jest Stowarzyszenie Wolne Konopie. Polski Marsz nosi nazwę Marsz Wyzwolenia Konopi i odbywa się co roku w Warszawie.